# Umbonia spinosa
Espèce
L'ombonie épineuse ou Umbonia spinosa est une espèce d’insectes hémiptères de la famille des Membracidae et du genre des Umbonia.

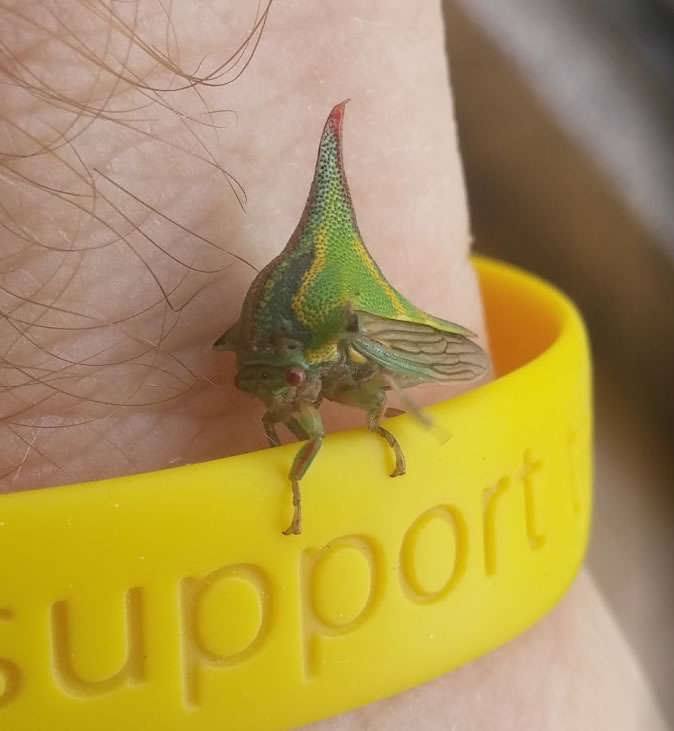
Umbonia spinosa posée sur un bracelet.

## Publications originales
- (la) Fabricius, J. C. 1775. Systema entomologiae : sistens insectorum classes, ordines, genera, species, adiectis synonymis, locis, descriptionibus, observationibus. Flensburgi et Lipsiae: In Officina Libraria Kortii, 832 pages, [p. 675]. (texte intégral - Membracis spinosa p. 675)
- (pt) Creão-Duarte, A. J., Sakakibara, A. M. 1996. Revisão do gênero Umbonia Burmeister (Homoptera, Membracidae, Membracinae, Hoplophorionini). Revista Brasileira de Zoologia, 13(4): 973-994. (pdf)